# Walter Freiberg
Walter Freiberg (* 22. April 1922 in Dresden) ist ein deutscher ehemaliger Oberst im Ministerium für Staatssicherheit (MfS) der Deutschen Demokratischen Republik (DDR). Er war von 1961 bis 1982 leitender Mitarbeiter der Hauptverwaltung Aufklärung (HVA) in Ostberlin, des Auslandsnachrichtendienstes der DDR.

## Leben
Freiberg, Sohn einer Arbeiterin, erlernte nach der Volksschule den Beruf des Tischlers, den er bis 1941 ausübte. Im selben Jahr meldete er sich freiwillig zur deutschen Wehrmacht und kämpfte im Zweiten Weltkrieg. 1945 geriet er in sowjetische Kriegsgefangenschaft, aus der er 1949 entlassen wurde.
Freiberg kehrte nach Deutschland zurück, trat in die Sozialistische Einheitspartei Deutschlands (SED) ein und wurde hauptamtlicher Parteifunktionär. Nach zeitweiser Tätigkeit als Abteilungsleiter in der SED-Kreisleitung und Sekretär der Kreisleitung der Freien Deutschen Jugend (FDJ) in Bautzen wurde er 1950 stellvertretender Leiter der FDJ-Schule in Nerchau. 1951 wurde er Leiter des Pionierpalastes Dresden, ging aber 1952 zum Auslandsnachrichtendienst Institut für wirtschaftswissenschaftliche Forschung (IWF), der 1953 in das Ministerium für Staatssicherheit (MfS) eingegliedert und 1956 zur Hauptverwaltung Aufklärung (HVA) wurde.
Freiberg besuchte zwei Jahre die Schule des IWF und war dann Mitarbeiter verschiedener Abteilungen. 1959 wurde er stellvertretender und 1961 Leiter der HVA-Abteilung VIII, zuständig für Auswertung und Information. In dieser Funktion blieb er bis 1982 und ging dann in Rente.
Von 1960 bis 1965 absolvierte Freiberg ein Fernstudium an der Hochschule des Ministeriums für Staatssicherheit in Potsdam-Eiche, welches er als Diplom-Jurist abschloss. 1972 wurde er zum Oberst befördert.